# اوتو شف
اوتو شف (آلمانی: Otto Scheff; ۱۲ دسامبر ۱۸۸۹ – ۲۶ اکتبر ۱۹۵۶) شناگر اهل اتریش بود.